# Глобенко Олексій Іванович
Олексі́й Іва́нович Глобенко (нар. 9 травня 1988, с. Ємилівка, Голованівський район, Кіровоградська область Українська РСР — пом. 29 липня 2014, с. Латишеве, Шахтарський район, Донецька область, Україна) — український військовослужбовець, спецпризначенець, старшина Збройних сил України.

## Життєпис
Народився 1988 року в селі Ємилівка Голованівського району Кіровоградської області. У віці 5 років переїхав з родиною до міста Гайворон. Закінчив 9 класів загальноосвітньої школи № 3. У 2003—2007 навчався в Гайворонському професійному аграрному ліцеї, де здобув професію «Муляр, штукатур, лицювальник-плиточник». Відвідував хореографічний гурток, дуже любив танцювати. По закінченні навчання якийсь час працював. 2007 року призваний на строкову службу, згодом вирішив, що його покликання — бути військовим, і вступив на військову службу за контрактом. Одружився, мешкав із сім'єю в Кропивницькому (на той час — Кіровоград).
Старшина, головний сержант роти спеціального призначення 1-го загону 3-го окремого полку спецпризначення, в/ч А0680, м. Кропивницький.
З початком російської збройної агресії проти України підрозділ Глобенка відправили в Крим. Після виходу з окупованого Криму брав участь в антитерористичній операції на Сході України, учасник боїв за Донецький аеропорт.

### Обставини загибелі
28 липня 2014 розвідгрупа з 19 військовослужбовців 3-го полку під загальним командуванням підполковника Сергія Лисенка виїхала в район міста Сніжне на спецзавдання з евакуації пілотів збитого літака Су-25. Вони успішно провели операцію з порятунку одного пілота збитого штурмовика і заночували на території закинутої ферми поблизу села Латишеве. Власник ферми 61-річний Микола Бутрименко зустрів військових і запросив їх переночувати в ангарі, а сам виїхав до Сніжного і доніс про це терористам, які приїхали на бронетехніці і оточили ферму 29 липня. У нерівному бою під час прориву загинули 10 спецпризначенців: підполковник Сергій Лисенко, капітан Кирило Андреєнко, капітан Тарас Карпа (вважався зниклим безвісти), старшина Олексій Глобенко, старшина Андрій Шершень, сержант Анатолій Бузуляк, старші солдати Сергій Гришин (вважався зниклим безвісти), Лев Панков, Ярослав Шимчик та Роман Рикалов (вважався зниклим безвісти). Старшина Глобенко особисто ліквідував БТР та двох терористів, у бою зазнав смертельного поранення від вибуху артилерійського снаряда. Четверо бійців, які перебували в секретах, самостійно дістались до розташування своїх військ. П'ятеро поранених потрапили у полон, згодом їх звільнили за обміном.
7 серпня похований на Рівнянському кладовищі м. Кропивницький на Алеї Слави.
Залишились дружина Тетяна Соловйова, 2-річний син Владислав і син дружини від першого шлюбу 9-річний Данило.
27 червня 2016 року затримано зрадника Бутрименка, який навів російських терористів на місце розташування українського підрозділу.

## Нагороди
- За особисту мужність і героїзм, виявлені у захисті державного суверенітету та територіальної цілісності України, вірність військовій присязі, відзначений — нагороджений орденом «За мужність III ступеня» (14.11.2014, посмертно)[4].
- Рішенням виконкому Кіровоградської міської ради № 399 від 26.08.2014 нагороджений відзнакою «За заслуги» ІІ ступеня (посмертно).
- Нагороджений відзнакою УПЦ КП — медаллю «За жертовність і любов до України» (червень 2016, посмертно)[5].

## Вшанування пам'яті
- У лютому 2015 року в місті Гайворон на фасаді професійного аграрного ліцею відкрито меморіальну дошку випускникові закладу освіти Олексію Глобенку[6].
- на фасаді Гайворонської філії № 2 Комунального закладу «Гайворонський ліцей № 2» відкрито меморіальну дошку на честь випускника школи Олексія Глобенка.